# Yshövelsche Mühle
Die Yshövelsche Mühle (Schreibweise auch Isshövelsche oder Isshöveler Mühle, ndl. IJsheuvelmolen, auch Kendelmühle genannt) war eine an der Kendel gelegene Wassermühle in der Stadt Goch mit unterschlächtigem Wasserrad.

## Geographie
Die Yshövelsche Mühle hatte ihren Standort an der linken Uferseite der Kendel, Möhlenbruch 32, im Ortsteil Hommersum, in der Stadt Goch, Kreis Kleve, in Nordrhein-Westfalen.
Die Kendel hat hier eine Höhe von ca. 13 m über NN und bildet den Grenzverlauf zwischen Deutschland und den Niederlanden. Die Pflege und Unterhaltung des Gewässers obliegt dem Niersverband, der in Viersen seinen Sitz hat.

## Geschichte
Die Ersterwähnung der Mühle findet sich in einem Einnahmeverzeichnis des Klosters Graefenthal im Jahre 1381. Bis 1793 gehörte sie zum Haus Driesberg, das sie in Privathand verkaufte. Die Mühle arbeitete ohne Mahlzwang und diente auch als Ölmühle.
Mit dem Wiener Kongress 1815, als die Kendel Grenze zwischen Deutschland und den Niederlanden wurde stand das Mühlengebäude auf der niederländischen Seite. Das später errichtete Müllerhaus wurde auf preußischer (deutscher) Seite erbaut.
Die Evakuierung des Grenzgebietes im Herbst 1944 bedeutete das Ende der Mühle. Die Niederländer legten die Mühle nach dem Krieg nieder. Das Müllerhaus wird von den Nachfahren des Müllers bewohnt.

## Galerie

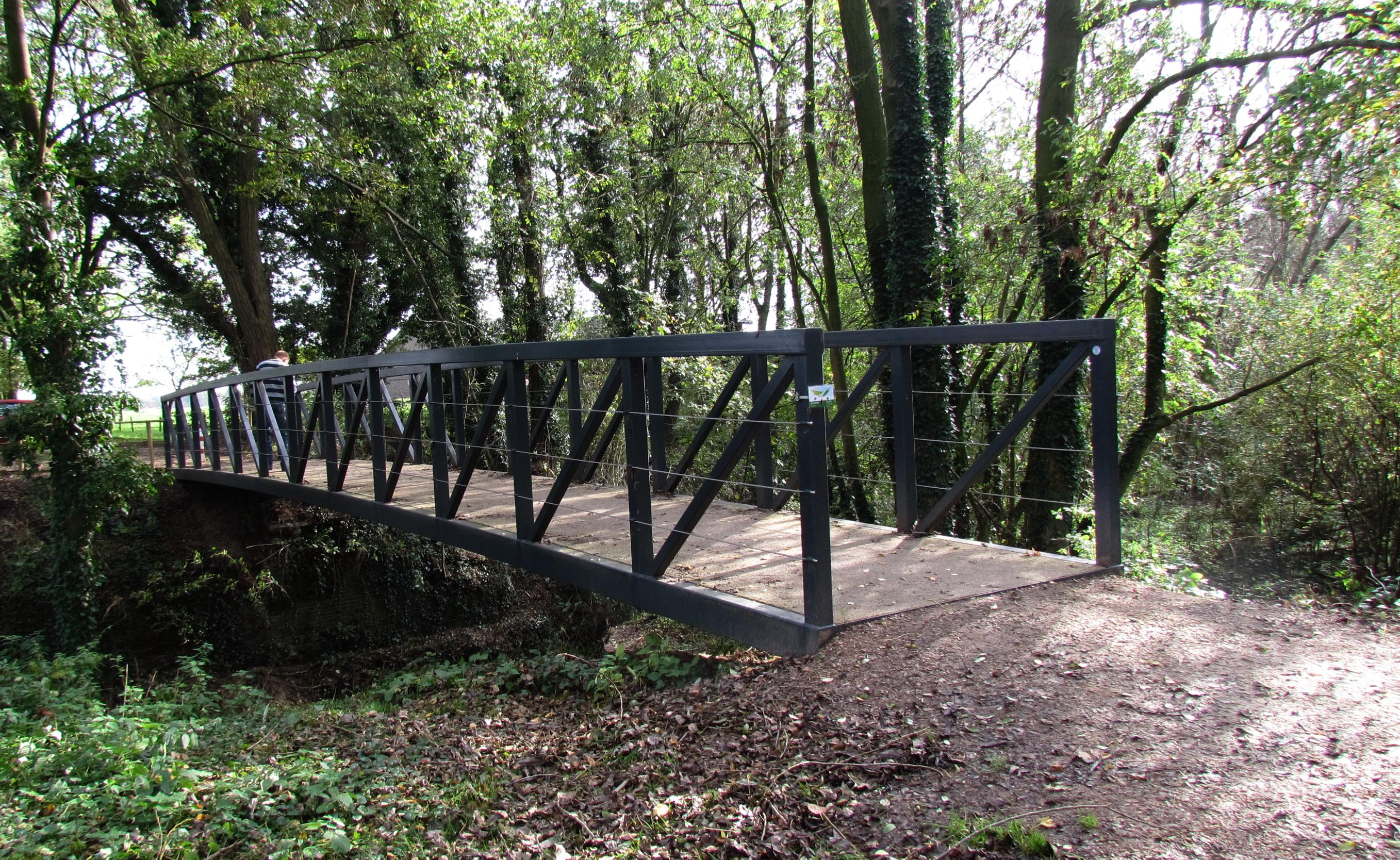
Kendelbrücke
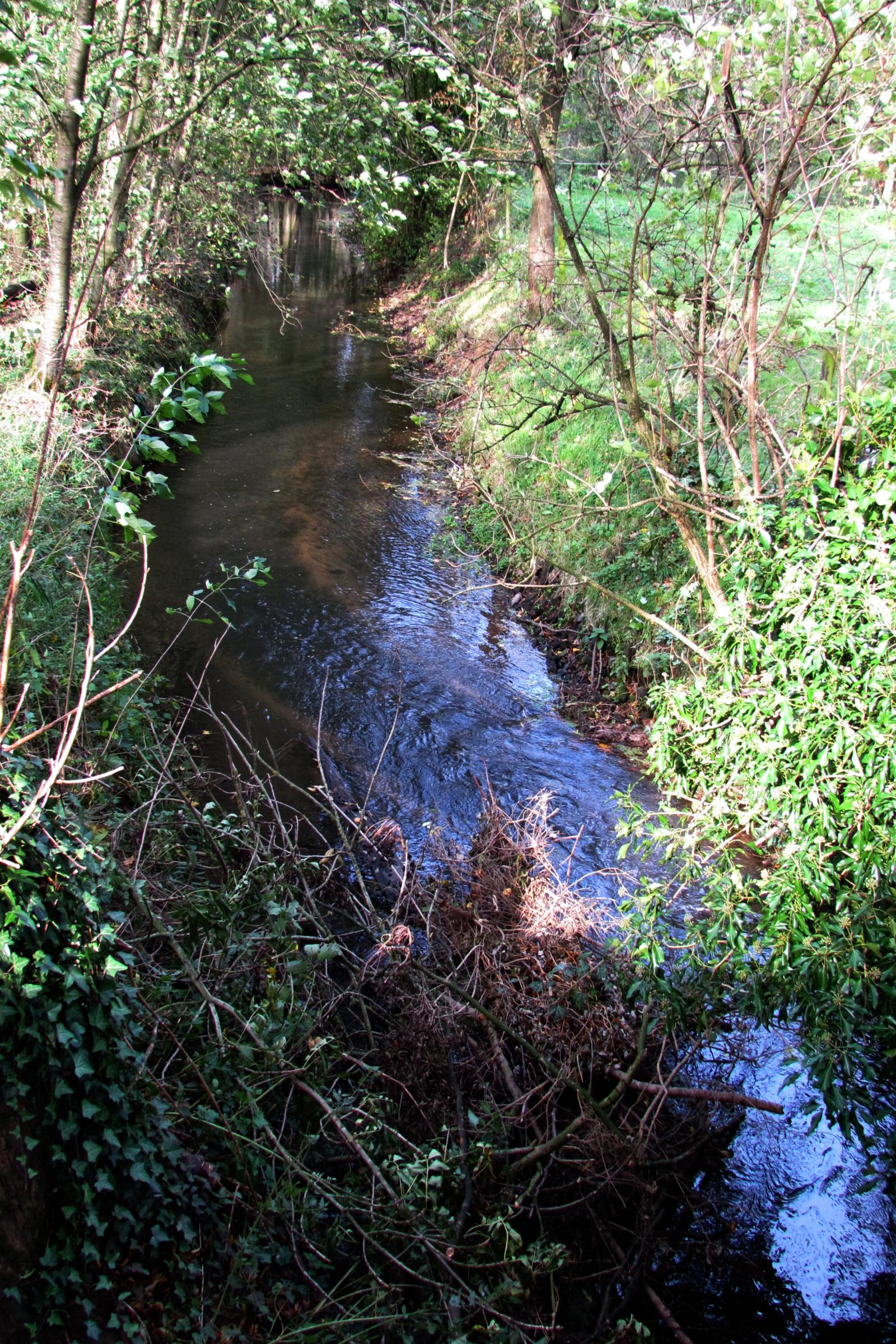
Grenzgewässer Kendel
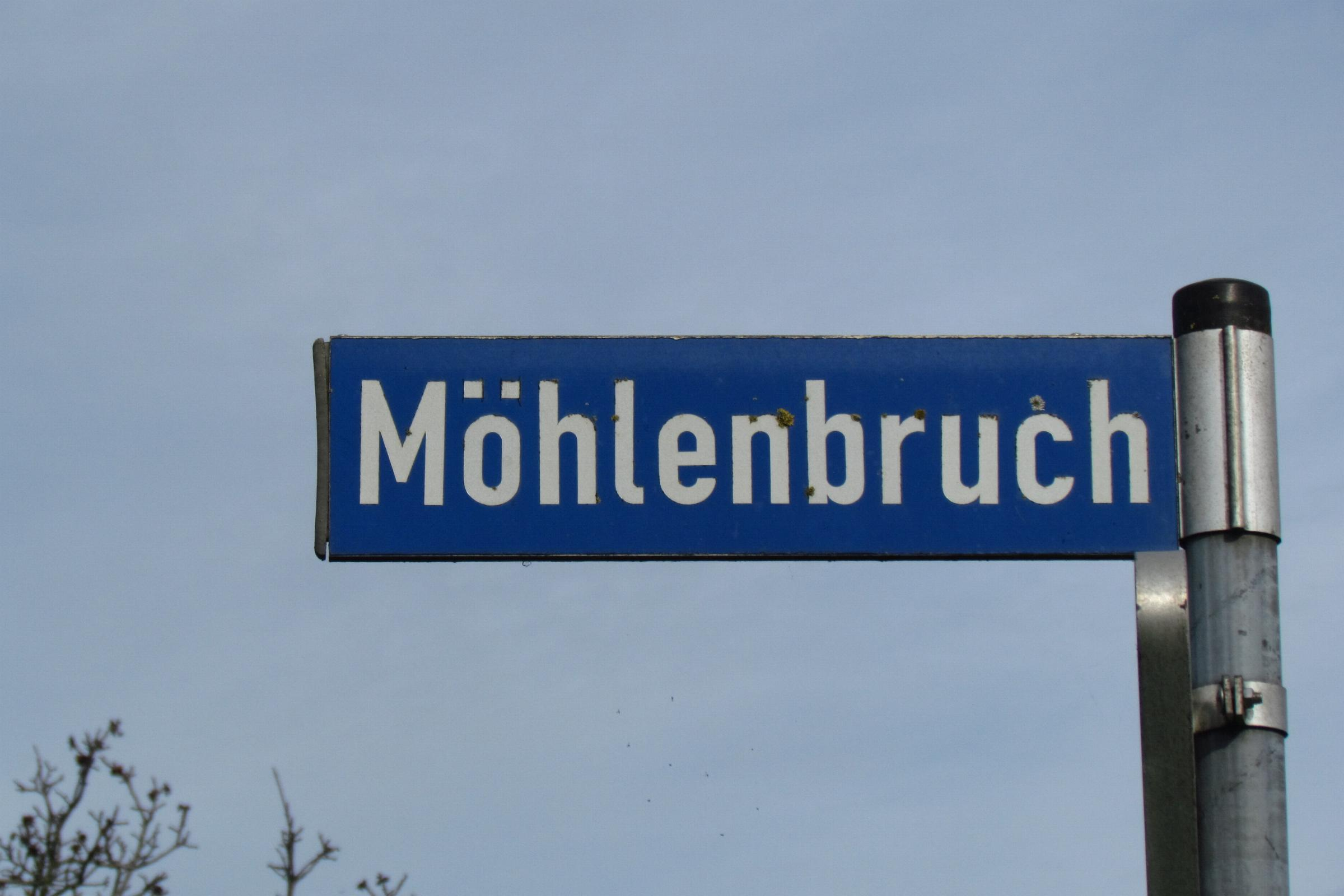
Straßenbeschilderung
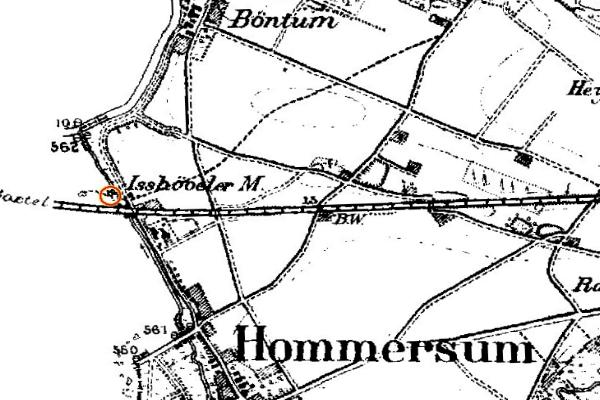
Yshövelsche Mühle auf der Neuaufnahme 1892
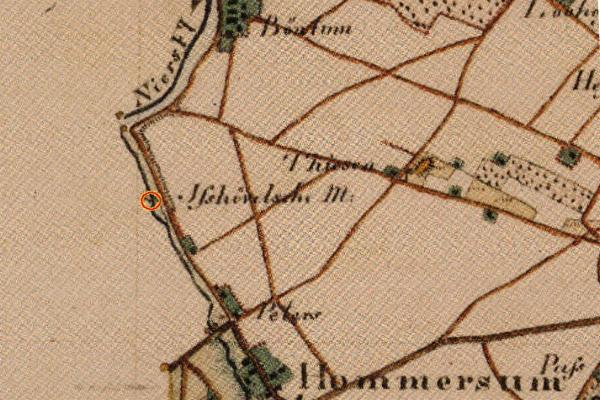
Yshövelsche Mühle auf der Urkatasterkarte 1843
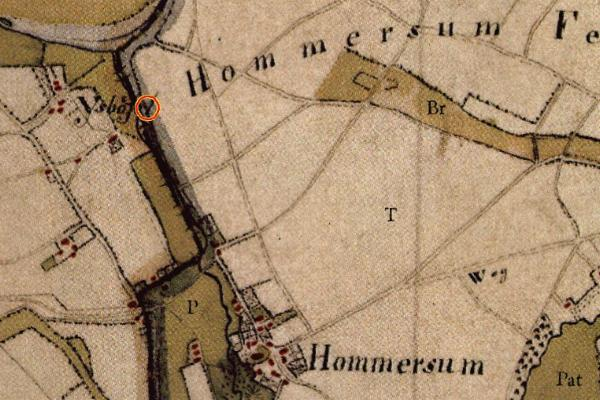
Yshövelsche Mühle auf der Tranchotkarte 1802/03